# Brouwhuis
Brouwhuis is een voormalig dorp en sinds de annexatie in 1968 een wijk van de gemeente Helmond in de provincie Noord-Brabant.

## Ontwikkeling
Het historische Bruheze was een gehucht, bestaande uit enkele boerderijen aan de tegenwoordige Bruhezerweg. Later werden ook de omliggende gehuchten tot Brouwhuis gerekend. Dit 'grote Brouwhuis' was dan ook verdeeld over de heerlijkheden, parochies en latere gemeenten Bakel en Vlierden. Tussen 1926 en 1967 behoorde het Vlierdense deel tot de gemeente Deurne.
In het Vlierdense gedeelte lag in de middeleeuwen een slotje Bruheze, waar de naam van het geslacht Van Bruheze van is afgeleid. Volgens een legende schonk Maria van Brabant dit slotje aan een hoveling, Justus van Horne, toen deze trouwde met de hofdame Catharina van Benthem. De nakomelingen van Justus noemden zich daarna 'van Bruheze'. In hoeverre deze legende waar is, is niet duidelijk, maar de afstemming van de Van Bruhezes uit de Van Hornes is wel waarschijnlijk. Ze ontwikkelden zich tot een bekend laat-middeleeuws riddergeslacht. In de loop der eeuwen verbasterde de naam "Bruheze" tot "Brouwhuis" (in het dialect Brouwes), een naam die in 1830 officieel werd, toen ze als zodanig in de kadasterkaart werd opgenomen.
Nadat Brouwhuis tot een gemeenschap was uitgegroeid, die ook aan een tramlijn was gelegen, ontstond er behoefte aan een eigen school en kerk. De kerk, gewijd aan Onze-Lieve-Vrouw Middelares aller Genaden, kwam gereed in 1929, enkele honderden meters ten westen van het oude gehucht. Het was eerst een rectorale hulpkerk, die bediend werd door de Paters van het Heilig Hart van Jezus (SCJ), maar later ontwikkelde Brouwhuis zich tot een zelfstandige parochie. De paters stimuleerden de verering van de heilige Gerardus Majella, die een eigen kapel kreeg in de kerk. Spoedig ontstond er een bescheiden bedevaartsoord. In 1933 was er zelfs een soort processie naar de kerk van Brouwhuis. Na 1960 daalde de belangstelling voor de bedevaart, en in 1970 werd ze de facto afgeschaft, hoewel de devotie tot de heilige Gerardus in zekere zin bleef bestaan.
Rondom kerk, school en tramlijn ontstond een dorpskom. In 1968 werden zowel het Bakelse als Vlierdense deel van Brouwhuis op wille van de gemeente Helmond bij de groeikern Helmond gevoegd. Daardoor was Brouwhuis voor het eerst een bestuurlijke eenheid, nadat ze dat ook al parochieel was geworden. Het merendeel van de Brouwhuisse bevolking associeert zich om die reden niet met Helmond. Zij voelen zich als dorpelingen Brouwhuizenaren en willen niet worden geassocieerd met Helmonders.
Vanaf de jaren 80 van de 20e eeuw kwam woningbouw en ontwikkeling van bedrijventerreinen op gang. De verlegging van de Zuid-Willemsvaart en de aanleg van de Rochadeweg waren onderdelen van dit plan. De dorpskom werd ingepast in de nieuwe woonwijk. In 1987 opende Winkelcentrum Brouwhorst. Diverse verderaf gelegen gehuchten, zoals de Achterste Beersdonk, werden tussen 1995 en 2004 afgebroken om plaats te maken voor bedrijventerreinen. Andere, zoals Peeleik, werden in de bestaande bebouwing ingepast.
De parochie Brouwhuis vormt tegenwoordig, samen met de parochie van de heilige Edith Stein, de parochie Brouwhuis-Rijpelberg.

## Bezienswaardigheden
Hoewel de oude kern van Brouwhuis geheel ingesloten ligt door nieuwbouwwijken, is toch nog iets van de sfeer uit de vroege twintigste eeuw bewaard gebleven.
- Kerk van Onze Lieve Vrouw Middelares aller Genaden uit 1929, een bakstenen kerk, voorzien van een Gerardus Majella-kapel met een gipsen gepolychromeerd beeld van deze heilige.

## Voormalige bezienswaardigheden
- Enkele langgevelboerderijen aan de Bruhezerweg, ten oosten van de kerk. Een ervan is afgebroken en heeft plaatsgemaakt voor woningen.

## Natuur en landschap
Van de landelijke omgeving van Brouwhuis is veel verdwenen, aangezien in het westen uitgestrekte bedrijventerreinen werden ingericht en in 1993 ook de omleiding van de Zuid-Willemsvaart gereed kwam. Ten noorden van de oorspronkelijke kern verrees een woonwijk.
Direct ten het oosten van Brouwhuis ligt een naaldbos op de voormalige Brouwhuissche Heide, aangelegd op heide en stuifzand. Het toont nog fraai de kenmerkende ontginningsstructuur met haakse brandgangen. Verspreid door dit bosgebied liggen nog restanten van stuifzand, zoals de Zwaanse bergen (ook wel de Swanny Hills in de volksmond), met enkele jeneverbessen.

### Middeleeuwse visvijver
Oostelijk van het dorp liggen de nog goed herkenbare restanten van een z.g. Weijer, een middeleeuws visvijvercomplex van ca 16 ha. Die vijver wordt al genoemd in een oorkonde van 1 maart 1326 als de Proeffs wier van Wassenberg.
Het gebied, waar tegenwoordig laaggelegen weilanden liggen, ligt aan de rand van de Brouwhuissche Heide en oostelijk van de daarnaar genoemde Weijerweg.

## Ontsluiting
De wijk ligt aan de spoorlijn Eindhoven-Venlo en heeft sinds 1987 een eigen treinstation, namelijk Station Helmond Brouwhuis. Brouwhuis wordt ten westen begrensd door de omgeleide Zuid-Willemsvaart en ten noorden door een spoorlijn, en de wijk Rijpelberg. Ten westen en zuiden van de wijk liggen uitgestrekte bedrijventerreinen.

## Nabijgelegen kernen
- Helmond, Lierop, Ommel, Vlierden.

## Trivia
- In 1998 werd de 37-jarige, maar onervaren priester Marc van Rossum tot pastoor van Brouwhuis benoemd. Het was een zogenaamde 'late roeping'. De benoeming leidde tot grote onenigheid onder de parochianen, aangezien hij zeer behoudend was en autoritair optrad. Het conflict werd in de media uitvergroot, waarna Van Rossum in 2000 ontslagen werd.

Hoofdplaats: Helmond

Wijken: Binnenstad · Helmond-Oost · Helmond-Noord · 't Hout · Brouwhuis · Helmond-West · Warande · Stiphout · Rijpelberg · Dierdonk · Brandevoort · Industriegebied Zuid

Buurtschappen: Berenbroek · Croy · De Weijer · Diepenbroek · Geeneind · Kloostereind · Kranenbroek · Kruisschot (Dierdonk) · Kruisschot (Stiphout) · Medevoort · Overbrug · Rijpelberg · Scheepstal 

Noord-Brabant: Steden en dorpen      Nederland: Provincies · Gemeenten